# Marie Antoinette (film, 2006)
A Marie Antoinette (eredeti cím: Marie Antoinette) 2006-ban bemutatott életrajzi film, amelyet Sofia Coppola írt és rendezett. A film Mária Antónia francia királyné életét mutatja be, 1774-es trónra lépésétől egészen a francia forradalomig. A film betekintést nyújt a királyné magánéletébe, férjével, édesanyával, a királlyal és annak szeretőjével, valamint a királyi udvarral való kapcsolatába. A főszerepet, Mária Antónia szerepét Kirsten Dunst alakítja. A filmet a versailles-i kastélyban forgatták, ahol az eredeti események is játszódtak.  
2007-ben elnyerte a legjobb jelmeznek járó Oscar-díjat, amely Milena Canonero tervezőnek köszönhető. 
Magyarországon 2007. április 24-én adták ki DVD-n.

## Szereplők
| Szerep                 | Színész                  | Szinkronhang     |
| ---------------------- | ------------------------ | ---------------- |
| Marie-Antoinette       | Kirsten Dunst            | Vadász Bea       |
| Mária Terézia          | Marianne Faithfull       | Szabó Éva        |
| Mercy nagykövet        | Steve Coogan             | Dévai Balázs     |
| Noailles grófnő        | Judy Davis               | Kovács Nóra      |
| XVI. Lajos             | Jason Schwartzman        | Dányi Krisztián  |
| Polignac hercegnő      | Rose Byrne               | Zsigmond Tamara  |
| d'Artois gróf          | Al Weaver                | Zámbori Soma     |
| Sophie                 | Shirley Henderson        | Bálint Sugárka   |
| Victoire               | Molly Shannon            | Balogh Anna      |
| XV. Lajos              | Rip Torn                 | Papp János       |
| Choiseul herceg        | Jean-Christophe Bouvet   | Kajtár Róbert    |
| de Rohan kardinális    | André Oumansky           | Versényi László  |
| Madame du Barry        | Asia Argento             | Nyakó Júlia      |
| Vergennes              | Guillaume Gallienne      | Cs. Németh Lajos |
| Char hercegnő          | Aurore Clément           |                  |
| Scarpitta báró         | Jean-Paul Scarpitta      |                  |
| Reims-i érsek          | Lucien Rolland           |                  |
| Lamballe hercegnő      | Mary Nighy               | Csondor Kata     |
| Provence grófné        | Clémentine Poidatz       | Sánta Annamária  |
| Grand Chambellan       | Camille Micelli          |                  |
| Fortune herceg         | Paul Fortune             |                  |
| Cavazzoni grófnő       | Natasha Fraser-Cavassoni | Takács Andrea    |
| la Londe grófnő        | Aleksia Landeau          | Pap Katalin      |
| Catty Courtier         | Joe Sheridan             | Kardos Gábor     |
| Angol herceg           | Katrine Boorman          |                  |
| d'Artois grófné        | Sarah Adler              |                  |
| Dr. Lassonne           | Jean-Marc Stehlé         | Palóczy Frigyes  |
| Provence gróf          | Sebastian Armesto        | Papp Dániel      |
| Jasmin báró            | Paul Jasmin              |                  |
| Léonard                | James Lance              | Elek Ferenc      |
| Férfi az álarcos bálon | Mathieu Amalric          |                  |
| Fersen gróf            | Jamie Dornan             | Schmied Zoltán   |
| József császár         | Danny Huston             | Csuha Lajos      |
| Elisabeth              | Chloé Van Barthold       |                  |
| Mária Terézia 2 évesen | Lauriane Mascaro         |                  |
| Lány Kis Trianonnál    | Gaëlle Bona              | Tamási Nikolett  |
| Raumont                | Tom Hardy                |                  |
| Mária Terézia 6 évesen | Florrie Betts            | Ungvári Zsófi    |
| X. Károly              | Al Weaver                |                  |

## Díjak és jelölések
- Oscar-díj (2007)
  - díj: legjobb jelmez – Milena Canonero
- Cannes (2006)
  - díj: Francia Kulturális díj – Sofia Coppola
  - jelölés:  Arany Pálma – Sofia Coppola
- BAFTA-díj (2007)
  - jelölés: legjobb jelmeztervezés – Milena Canonero
  - jelölés: legjobb látványtervezés – K.K. Barrett, Véronique Melery
  - jelölés: legjobb smink és maszk – Desiree Corridoni, Jean-Luc Russier